# アナクロニスティック
アナクロニスティックは、かつてプロダクション人力舎で活動していた日本のお笑いコンビ。2022年6月14日解散。

## メンバー
長谷川 巧貴（はせがわ こうき、1991年5月31日（34歳） - ）ボケ担当
- 神奈川県横浜市出身、駒澤大学経済学部卒業[1]。
- 身長178cm、68kg。血液型はO型。
- 父親の影響で、小学生の頃からお笑いライブに連れて行ってもらい、その影響でお笑い好きになった[2]。

ホビー（本名：久世 純平（くぜ じゅんぺい）、1992年1月11日（33歳） - ）ツッコミ担当
- 神奈川県横浜市出身、駒澤大学経済学部卒業。
- 身長176cm。血液型はO型。
- 母親はかつて劇団員だった[2]。
- 芸名の由来は柴田英嗣（アンタッチャブル）曰く、久世が覚えにくい苗字であること、ホビー自身が多趣味であるためである。
- 趣味は漫画、映画、ダーツ、ボウリング、バイク、スケボー、自転車、プール等。広く浅く趣味を愛しており、人の趣味を知るのも好き[3]。
- 特技はマッハ舘ひろし（一瞬で舘ひろしになる）[3]。
- 解散後、2022年6月17日にゲンファインセンキュー（元バオバブ）とお試しコンビ「アカチャン」を結成[4]。2023年3月18日にコンビ「ハンクス」として正式に活動して行く事を発表したが[5]、同年12月6日に解散[6]。
- 2024年8月6日、自身の公式X（旧：Twitter）アカウントにて同日付で所属事務所であるプロダクション人力舎を退所し10年間の活動に区切りを付ける事を発表した[7][8]。

## 来歴
高校・大学の同級生。地元が同じということで、一緒に帰ることも多かった。大学2年の時に「何となくお笑いをやってみよう」という感じでコンビを組んだのが始まり。大学卒業後、2014年にプロダクション人力舎が運営する養成所スクールJCAの23期生として入学。
当初は漫才を中心に活動していたが、養成所在籍中に2014年のキングオブコントで準決勝進出（M-1グランプリにおいては2003年のオオカミ少年・2004年のオリエンタルラジオ・2005年のバルチック艦隊が養成所在籍中に賞レース準決勝進出を果たしていたが、キングオブコントにおいてはアナクロニスティックが史上初であった）。また、本来は下部組織であるJCAプロモーションを経て所属となるところを養成所同期生の髙橋ちゃんと共に飛び級での正式所属となった。
その後、デビューからわずか6ヶ月で初単独ライブを行った。これは人力舎史上最速であり、他事務所の芸人と比較しても異例の速さである（吉本興業史上最速の8.6秒バズーカーでも開催まで11ヶ月掛かった。2018年4月にEXITが記録を4ヶ月に塗り替えたが、彼らにおいてはそれぞれ前コンビでの活動歴がある）。
2019年のM-1グランプリで3回戦へ進出し、2020年のキングオブコントで準々決勝へ進出。
2022年6月14日、所属事務所の公式ホームページにて解散を発表。長谷川は事務所を退所し、ホビーは以降も事務所に残りピン芸人として活動を継続する事が発表された。その際、ホビーは「理由は皆さんが思ってる感じで大体合ってます。同級生コンビの解散なので悲しく受け止められがちですが、こちらまでつられて悲しくなっちゃうのでどうかあまり悲しまないでください。こんな言いにくくて覚えにくいコンビ名を7年間たくさん呼ばせちゃってすみません！本当にありがとうございました！」といったコメントを残している。

## 芸風
主にコントを行う。ネタ作りは長谷川が担当。「男女交際解説」（恋人同士の行動を、将棋に例えて盤面で解説するネタ）、「チャラ男」などの持ちネタがある。ホビーのピンネタとして舘ひろしのモノマネがある。

## 賞レースでの戦績

### キングオブコント
- 2014年 準決勝進出（養成所時代）
- 2015年 2回戦進出
- 2016年 1回戦敗退
- 2017年 2回戦進出
- 2018年 2回戦進出
- 2019年 2回戦進出
- 2020年 準々決勝進出
- 2021年 2回戦進出

### その他
- 2015年 青赤お笑いグランプリ 1stステージ優勝[注 1]
- 2016年 G-1グランプリ横浜 優勝
- 2016年 G-1グランプリ上野 準優勝
- 2016年 第37回ABCお笑いグランプリ 最終予選進出
- 2019年 M-1グランプリ 3回戦進出

## 出演

### テレビ
- オトナへのトビラTV（NHK Eテレ）- 2014年10月9日 ※養成所時代
- 発掘!ブレイクネタ 芸人!芸人!!芸人!!!（dビデオ powered by BeeTV）- 2014年12月16日 ※養成所時代
- バナナマンの爆笑ドラゴン（NHK総合）- 2015年9月5日
- 笑いのゴッドファーザー オレたちに頭を下げさせろ（日本テレビ）- 2015年10月5日[9]
- ネプ&ローラの爆笑まとめ!2015（TBSテレビ）- 2015年11月28日
- シューイチ（日本テレビ）- 2015年12月27日「2016年ブレイクちょい前芸人特集」
- 速報!有吉のお笑い大統領選挙 2015冬（テレビ朝日）- 2015年12月28日
- 輝け!ギャラ3000円芸人（BSスカパー）- 2016年1月18日
- 人生が変わる1分間の深イイ話（日本テレビ）- 2016年1月25日
- 情報ライブ ミヤネ屋（読売テレビ）- 2016年2月9日
- スッキリ!!（日本テレビ）- 2016年3月2日「2016年ジワジワキテる芸人SP」
- 本能Z（CBCテレビ）- 2016年3月12日
- ゴッドタン（テレビ東京）- 2016年4月2日
- 笑点 特大号（BS日テレ）- 2016年7月6日
- 白黒アンジャッシュ（チバテレビ）- 2016年8月30日
- じわじわチャップリン（テレビ東京）- 2016年10月～
- とんねるずのみなさんのおかげでした（フジテレビ）- 2016年10月20日「お笑イミグレーション NEXT！」
- 冗談手帖（BSフジ）- 2016年10月24日
- お笑いトレンディ夜会（BS朝日）- 2017年1月31日
- ドランクドラゴンのバカ売れ研究所!（BS12 トゥエルビ）- 2017年2月8日 ※レギュラー出演
- 前略、西東さん（中京テレビ）- 2017年2月25日
- 矢作と山崎と（FOD）- 2017年～ ※不定期出演

### ラジオ
- オールナイトニッポン 初笑いSP（ニッポン放送）- 2015年12月31日
- マイナビ Laughter Night（TBSラジオ）- 2017年5月26日
- AVALON（J-WAVE）- 2017年4月4日～2017年9月26日 ※ホビーのみ

### ライブ
- バカ爆走!（事務所ライブ、新宿Fu-）
- Spark!（事務所ライブ）
- 23期生同期ライブ「ロワイヤル」

### 単独公演
- 第一回単独公演「錯誤」（2015年10月23日、新宿バティオス）
- 第二回単独公演「語弊」（2016年5月27日・28日、関交協ハーモニックホール）

## 映像作品

### DVD
- キングオブコント2014（2014年12月24日、YRBN-90883/4）
  - DISC2に準決勝で披露したコント「男女交際解説」の完全版が収録されている。